# Kim Hồ, Kim Môn

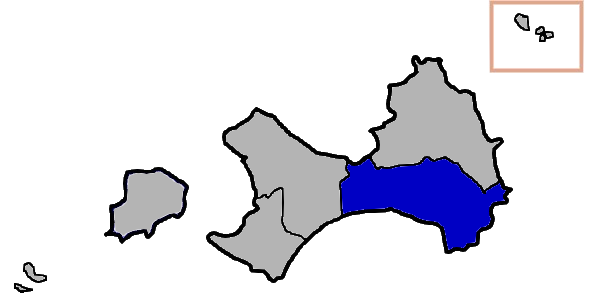
Vị trí tại Kim Môn

Kim Hồ (tiếng Trung: 金湖鎮; bính âm: Jīnhú Zhèn; Bạch thoại tự: Kim-ô·-tìn) là một trấn của huyện đảo Kim Môn, tỉnh Phúc Kiến, Trung Hoa Dân Quốc (Đài Loan). Trấn có cảng trên vịnh Liêu La, sân bay Kim Môn cùng một số cơ sở hạ tầng khác. Núi Thái Vũ là một danh thắng nổi tiếng của trấn. Kim Hồ có diện tích 41,6464 km², dân số vào tháng 8 năm 2011 là 22.221 người thuộc 7.490 hộ gia đình, mật độ cư trú đạt 533,6 người/km².